# Tretandad guldstekel
Tretandad guldstekel (Trichrysis cyanea) är en insektsart inom som först beskrevs av Carl von Linné 1758. Arten ingår i familjen guldsteklar (Chrysididae) och är en av tre arter som ingår i släktet vedguldsteklar (Trichrysis). Tretandad guldstekel är bofast och reproducerande i Sverige och räknas enligt rödlistan som livskraftig. Arten är en kleptoparasit på murarbin (Osmia).